# Paramahansa Yogananda

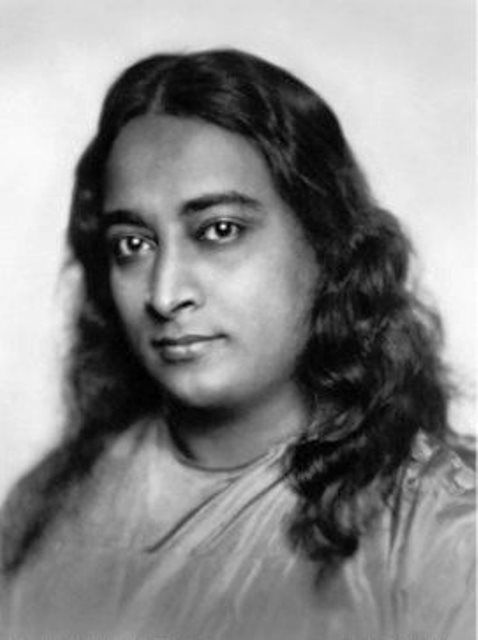
Paramahansa Yogananda

Paramahansa Yogananda (Bengali: পরমহংস যোগানন্দ Pôromôhongsho Joganondo, Hindi: परमहंस योगानन्‍द; 5 tháng 1 năm 1893–tháng 7 năm 1952), là một yogi người Ấn Độ. Ông là người khởi xướng việc đem những lời dạy về thiền định và Kriya Yoga sang thế giới phương Tây. Cuốn sách của ông, Autobiography of a Yogi, (Tự truyện của một nhà Yogi) đã giới thiệu cho vô số thế hệ những trí tuệ vượt thời gian của Ấn Độ.

## Cuộc đời

### Tuổi trẻ

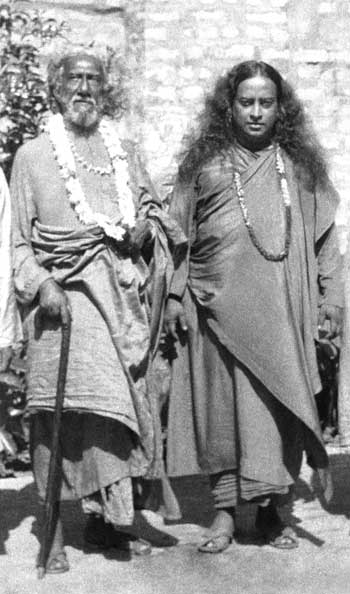
Yogananda và Thầy của mình Sriyukteswar

Yogananda được sinh ra với tên húy là Mukunda Lal Ghosh tại Gorakhpur, Uttar Pradesh, Ấn Độ trong một gia đình người Bengal sùng đạo. Theo như anh trai lớn của ông, Sananda, từ những năm tháng còn nhỏ tuổi nhận thức và trải nghiệm của Mukunda đã vượt quá khỏi mức của một cậu bé bình thường. Vào lúc trẻ tuổi ông đã đi tìm theo học nhiều nhà thông thái và các vị thánh Hindu, hy vọng tìm được một vị thầy đã khai sáng để hướng dẫn ông trong cuộc đi khám phá về tâm linh.
Trong cuốn sách Tự truyện của một nhà Yogi của Yogananda, ông đã kể lại nhiều câu chuyện của các vị thánh, các nhà khoa học, và nhiều người có khả năng biểu diễn những điều kì lạ mà ông đã ghé thăm thời tuổi trẻ, bao gồm cả nhà khoa học nổi tiếng Jagdish Chandra Bose, thầy dạy riêng của ôngMahendranath Gupta (người viết tiểu sử của Ramakrishna), nhà thơ được giải Nobel người Bengali Rabindranath Tagore, vị 'Swami đánh hổ', 'Vị thánh tỏa hương', 'Vị thánh với hai cơ thể', 'Vị thánh khinh công', và nhiều nhân vật khác.
Việc Yogananda đi tìm nhiều vị thánh khác nhau gần như chấm dứt khi ông gặp được vị guru của mình, Swami Sri Yukteswar Giri, vào năm 1910, lúc ông 17 tuổi. Ông miêu tả lại cuộc gặp gỡ lần đầu tiên với Sri Yukteswar như là nối lại một mối quan hệ đã kéo dài từ nhiều kiếp sống trước:
We entered a oneness of silence; words seemed the rankest superfluities. Eloquence flowed in soundless chant from heart of master to disciple. With an antenna of irrefragable insight I sensed that my guru knew God, and would lead me to Him. The obscuration of this life disappeared in a fragile dawn of prenatal memories. Dramatic time! Past, present, and future are its cycling scenes. This was not the first sun to find me at these holy feet!
Chúng tôi đắm chìm trong im lặng hoàn toàn; ngôn từ dường như là không còn cần thiết. Những tiếng hát không lời của những bài thánh ca dường như chảy từ trái tim của sư phụ sang đệ tử. Với một trực giác không thể phủ nhận được tôi cảm nhận rằng sư phụ tôi biết Thượng Đế, và sẽ dẫn tôi đến với Ngài. Những điều lờ mờ của cuộc đời này biến mất trong bình minh yếu ớt của những trí nhớ từ trước khi tôi được sinh ra. Thật là một thời điểm quan trọng! Quá khứ, hiện tại và tương lai ở trong những cảnh tượng lặp lại. Đây không phải là mặt trời đầu tiên tìm thấy tôi dưới đôi chân linh thiêng này. 

Sau khi tốt nghiệp kì thi Intermediate Examination in Arts của Scottish Church College, Calcutta, ông học thêm về tôn giáo từ Serampore College, một trường cao đẳng thuộc University of Calcutta. Điều này đã cho phép ông có nhiều thời gian ghé thăm tu viện (ashram) của Sri Yukteswar ở Serampore. Vào năm 1915, ông chính thức thề gia nhập Dòng tu Swami và trở thành 'Swami Yogananda Giri'. Vào năm 1917, Yogananda bắt đầu nhiệm vụ của cuộc đời bằng cách thành lập và điều hành một trường học dạy trẻ con tại một làng xa xôi hẻo lánh của Bengal, gọi là Dihika, bên bờ sông Damodar, tổng hợp các phương pháp giáo dục hiện đại với huấn luyện yoga và các lý tưởng về tâm linh. Một năm sau, trường được dời về Ranchi. Trường này sau này trở thành Hiệp hội Yogoda Satsanga của Ấn Độ, nhánh thuộc Ấn Độ của tổ chức Yogananda thành lập ở Hoa Kỳ.

### Di chuyển sang Hoa Kỳ
Vào năm 1920, ông sang Hoa Kỳ với tư cách là đại biểu của Ấn Độ tham dự Đại hội thế giới về tôn giáo (International Congress of Religious Liberals) tổ chức tại Boston. Cùng năm đó ông thành lập hiệp hội Self-Realization Fellowship (Hiệp hội tự nhận thức) để phổ biến ra thế giới những lời dạy về các phương pháp thực hành và triết lý cổ truyền về Yoga cũng như truyền thống về thiền định. Trong vài năm sau đó, ông diễn thuyết và dạy trên các thành phố giáp bờ biển phía Đông và năm 1924 ông bắt đầu chuyến diễn thuyết xuyên lục địa. Hàng ngàn người đến dự các bài nói chuyện của ông. Năm sau đó, ông thiết lập ở Los Angeles trụ sở quốc tế chính của Self-Realization Fellowship, nơi này trở thành trung tâm tinh thần và quản lý chính cho công việc truyền đạo đang phát triển của ông. Yogananda là người thầy Hindu đầu tiên về yoga đã sống định cư tại Hoa Kỳ, sống ở nơi đó từ 1920-1952.

### Thăm lại Ấn Độ, 1935-6
Vào năm 1935, ông quay trở lại Ấn Độ để ghé thăm Sri Yukteswar và giúp đỡ việc thiết lập Yogoda Satsanga ở Ấn Độ. Trong cuộc viếng thăm này, như là đã được kể lại trong tự truyện, ông đã gặp Mahatma Gandhi, thánh người Bengali Sri Anandamoyi Ma, nhà vật lý được giải thưởng Nobel Chandrasekhara Venkata Raman, và một số đồ đệ khác của Guru của Sri Yukteswar là Lahiri Mahasaya.
Trong khi ở Ấn Độ, Sri Yukteswar phong tặng ông danh hiệu Paramahansa, nghĩa là "con thiên nga thượng đẳng." Vào năm 1936, khi Yogananda đang viếng thăm Calcutta, Guru của ông Sri Yukteswar qua đời ở thành phố Puri.

### Quay trở lại Hoa Kỳ
Sau khi quay trở lại Hoa Kỳ, ông tiếp tục diễn thuyết, viết, và thiết lập các nhà thờ ở miền nam California. Vào ngày 7 tháng 3 năm 1952, ông qua đời khi dự một buổi chiêu đãi đón Đại sứ Ấn Độ tại khách sạn Biltmore ở Los Angeles.

## Legacy tổ chức Yogananda
Theo truyền thống giáo lý Hindu, ông dạy rằng toàn bộ vũ trụ là "bộ phim" vũ trụ của Thượng Đế, và rằng mỗi cá nhân chỉ đơn giản là các diễn viên trong "bộ phim truyền hình thiêng liêng" và thay đổi "vai trò" thông qua sudau Thái của nó. Yogananda khuyên không nên nhìn quá "tầm nhìn tinh thần" hơn một bộ phim hay màn trình diễn truyền hình. Ngài dạy rằng con người đau khổ xuất phát từ tự giao quá gần với "vai trò" hiện tại của họ, chứ không phải là "đạo diễn" của bộ phim, là Thượng Đế.
Để đạt được mục đích đó, ông dạy một số kỹ thuật yoga để giúp học sinh tự nhận thức. Ông nói rằng "tự nhận thức được biết trong tất cả các bộ phận của cơ thể, tâm trí và tâm hồn mà bạn đang ở trong vương quốc của Thiên Chúa, mà bạn không cần phải cầu nguyện để đến với bạn, rằng quyền toàn năng của Thiên Chúa là tất cả của bạn mạnh mẽ, rằng tất cả những gì bạn cần là để nâng cao nhận thức của họ ".
Công việc của Paramahansa Yogananda nhân được tiếp tục thông qua hai tổ chức ông thành lập - Self-Realization Fellowship (SRF) & Yogoda Satsanga Society òf India]] (YSS). học bổng tự-Thực hiện có trụ sở tại Los Angeles và đã phát triển bao gồm hơn 500 đền thờ và các trung tâm trên khắp thế giới và có các thành viên tại hơn 175 quốc gia bao gồm Self-Realization Fellowship Lake Shrine. Tại Ấn Độ và các nước xung quanh, công việc của Paramahansa Yogananda được biết đến như Yogoda Satsanga Xã hội của Việt Nam, trong đó có hơn 100 trung tâm, tĩnh tâm, và ashrams." Daya Mata, một nhà lãnh đạo tôn giáo quan trọng và một đệ tử trực tiếp của Yogananda, cá nhân được lựa chọn và đào tạo của Yogananda, là người đứng đầu Tự Thực hiện Fellowship / Yogoda Satsanga Xã hội của Việt Nam từ 1955-2010. Mrinalini Mata, một đệ tử trực tiếp của Yogananda ", là chủ tịch hiện tại và lãnh đạo tinh thần của Tự Thực hiện Fellowship / Yogoda Satsanga Xã hội của Việt Nam cũng được cá nhân lựa chọn và đào tạo của Yogananda để giúp hướng dẫn các công việc sau khi ông qua đời." Cô giúp việc Hội đồng quản trị, trong đó bao gồm các môn đệ trực tiếp của Yogananda đào tạo bởi người.
Puri, Ấn Độ, các tu viện của guru của Yogananda, Sri Yukteswar Giri vẫn còn tồn tại ngày nay.

## Kriya Yoga
Kriya Yoga là một tập hợp các kỹ thuật yoga làm thành phần chính của các kỹ thuật thiền định giảng dạy bởi Yogananda. Kriya Yoga được truyền qua dòng các guru của Yogananda — Mahavatar Babaji dạy Kriya Yoga cho Lahiri Mahasaya, người dạy cho đồ đệ của ông là Sri Yukteswar, guru của Yogananda. Yogananda tạo ra tự-Thực hiện học bổng để tiếp tục truyền Kriya Yogi thông qua các Bộ trưởng SRF / YSS. Ông đưa ra miêu tả chung về Kriya Yoga trong Tự truyện của mình:
The Kriya Yogi mentally directs his life energy to revolve, upward and downward, around the six spinal centers (medullary, cervical, dorsal, lumbar, sacral, and coccygeal plexuses) which correspond to the twelve astral signs of the zodiac, the symbolic Cosmic Man. One-half minute of revolution of energy around the sensitive spinal cord of man effects subtle progress in his evolution; that half-minute of Kriya equals one year of natural spiritual unfoldment.
Người tập Kriya yoga dùng tinh thần để hướng lực sống của anh ta luân chuyển, lên rồi xuống, xung quanh sáu trung tâm trong tủy sống 
(medullary, cervical, dorsal, lumbar, sacral, and coccygeal plexuses) tương ứng với 12 ngôi sao trong zodiac, tượng trưng cho con người của vũ trụ. Một nửa phút luân chuyển năng lượng xung quanh tủy sống nhạy cảm của con người ảnh hưởng đến quá trình tiến hóa của anh ta; rằng một nửa phút của Kriya bằng với một năm phát triển về tâm linh một cách tự nhiên. 

## Tự truyện của một Yogi
Vào năm 1946, Yogananda xuất bản cuốn sách kể về cuộc đời của ông 
Các bậc chân sư Yogi Ấn Độ (Autobiography of a Yogi ), giới thiệu kỹ thuật thiền định và yoga sang phương Tây. Cuốn sách này đã được dịch ra 18 thứ tiếng khác nhau. Bản dịch tiếng Việt có tựa đề Các bậc chân sư Yogi Ấn Độ do Nguyễn Hữu Kiệt dịch (có thể tìm thấy ở Thế giới tâm linh.)
Nó bao gồm các nỗ lực của Yogananda và Sri Yukteswar để giải thích câu nhất định và các sự kiện của các Kinh Thánh như câu chuyện Vườn Eden, và mô tả cuộc gặp gỡ Yogananda của dẫn con số tinh thần như Therese Neumann, Hindu Saint Sri Anandamoyi Ma, Mohandas Gandhi, người đoạt giải Nobeltrong văn học Rabindranath Tagore, lưu ý nhà máy nhà khoa học Luther Burbank (cuốn sách được "chuyên dụng bộ nhớ của Luther Burbank, An Saint Mỹ), Ấn Độ nhà khoa học nổi tiếng Sir Jagadish Chandra Bose và Nobel vật lý từng đoạt giải thưởng Sir C.V. Raman.
Lưu ý: Các ed năm 1946. của Tự truyện của một Yogi là trong miền công cộng và có thể được tải về từ: Gutenberg ở Google Free online 1946 1st edition of Autobiography of a Yogi (scroll down to see it)

## Hiện tượng thi hài bất hoại
Theo tin đăng trên tạp chí Time ngày 4 tháng 8 năm 1952, giám đốc Nhà tang lễ Los Angeles của Công viên Tưởng niệm Forest Lawn tại Glendale, California (Hoa Kỳ), nơi thi hài của Yogananda được tiếp nhận, bảo quản và chôn cất - ông Harry T. Rowe đã viết trong một bức thư được công chứng:
 Việc thi hài Paramhansa Yogananda không có bất kỳ dấu hiệu phân hủy trực quan nào cho thấy đây là trường hợp lạ thường nhất theo kinh nghiệm của chúng tôi... Đến tận hai mươi ngày sau khi chết vẫn không thấy thi thể tan rã... Không thấy dấu hiệu của nấm mốc trên da và các mô của cơ thể cũng không thấy bị khô lại. Theo như chúng tôi được biết qua ghi chép từ trước đến nay của nhà tang lễ thì tình trạng bảo quản thi thể hoàn hảo thế này là chưa từng thấy... Bất cứ lúc nào cũng không hề thấy thi thể bốc mùi.
Báo cáo đầy đủ của Rowe cũng ghi nhận sự xuất hiện của một điểm nâu trên mũi của Yogananda sau hai mươi ngày. Những người khác đã chỉ ra rằng mức độ bảo quản của một cơ thể ướp này là phổ biến. Tuy nhiên, Rowe vẫn tiếp tục, "sự xuất hiện vật lý của Paramhansa Yogananda vào ngày 27 tháng ba, trước khi nắp quan tài bằng đồng được đặt vào vị trí, giống như nó đã được 7 tháng 3. Ông nhìn vào ngày 27 Tháng Ba tươi và unravaged bởi sự phân rã như ông đã nhìn vào đêm về cái chết của ông. Ngày 27 tháng ba, không có lý do để nói rằng cơ thể của ông đã phải chịu đựng bất kỳ sự tan rã có thể nhìn thấy vật lý ở tất cả những lý do này, chúng tôi ghi lại trường hợp của Paramhansa Yogananda là duy nhất trong kinh nghiệm của chúng tôi. "

## Danh ngôn
- "Khi những thử thách trở nên to lớn, tôi xem lại hiểu biết của mình. Tôi không đổ lỗi cho hoàn cảnh hay cố gắng thay đổi bất cứ ai. Tôi nhìn lại chính mình. Tôi cố gắng dọn sạch lòng mình để loại bỏ bất cứ điều gì cản trở sức mạnh tâm linh và sự sáng suốt. Đó là cách chúng ta nên sống" (Sri Paramahansa Yogananda)[8]

## Liên kết
- Self-Realization Fellowship (SRF) Official website
- Yogoda Satsanga Society of India (YSS) Official Website
- 1946 Autobiography of a Yogi by Paramahansa Yogananda' tại Dự án Gutenberg
- Google Free online 1946 1st edition of Autobiography of a Yogi (scroll down to see it)
- Yogananda SRF Devotee Message Board Lưu trữ ngày 7 tháng 2 năm 2007 tại Wayback Machine
- A Place for Paramahansa Yogananda Devotees Lưu trữ ngày 8 tháng 2 năm 2007 tại Wayback Machine Message Board